# Sandvíkartunnilin
De Sandvíkartunnilin is een verkeerstunnel op de Faeröer, een eilandengroep die een autonoom gebied vormt binnen het Deense Koninkrijk. De tunnel werd geopend in 1969 en verbindt de plaatsen Hvalba en Sandvík met elkaar. De tunnel heeft een lengte van 1500 meter en is de enige wegverbinding naar Sandvík. Het is de op drie na oudste tunnel van de Faeröer.